# Atletisme als Jocs Olímpics d'Estiu de 1924 - 3.000 metres obstacles masculins
Els 3.000 metres obstacles masculins va ser una de les proves del programa d'atletisme disputades durant els Jocs Olímpics de París de 1924. La prova es va disputar el 7 i 9 de juliol de 1924 i hi van prendre part 20 atletes de 10 nacions diferents.

## Medallistes
| Or                 | Plata            | Bronze              |
| Ville Ritola (FIN) | Elias Katz (FIN) | Paul Bontemps (FRA) |

## Rècords
Aquests eren els rècords del món i olímpic que hi havia abans de la celebració dels Jocs Olímpics de 1924.
| Rècord del Món | 9' 33.4" (*) | Paul Bontemps | París (FRA)  | 9 juny 1924   |
| Rècord Olímpic | 10' 00.4"    | Percy Hodge   | Anvers (BEL) | 20 agost 1920 |

(*) no oficial
En la primera sèrie Elias Katz va establir un nou rècord olímpic amb un temps de 9:43.8 minuts. En la final Ville Ritola millorà aquest temps i deixà el rècord en 9:33.6 minuts.

## Resultats

### Semifinals
Es van disputar el dilluns 7 de juliol de 1924. Els tres millors de cada sèrie passaven a la final.
Semifinal 1
| Posició | Atleta                | Temps   | Qual. |
| ------- | --------------------- | ------- | ----- |
| 1       | Elias Katz (FIN)      | 9:43.8  | Q OR  |
| 2       | Paul Bontemps (FRA)   | 9:47.2  | Q     |
| 3       | Evelyn Montague (GBR) | 9:48.0  | Q     |
| 4       | Nestori Järvelä (FIN) |         |       |
| 5       | Russell Payne (USA)   |         |       |
| 6       | Georges Leclerc (FRA) | 10:20.0 |       |
| 7       | Antenore Negri (ITA)  |         |       |

Semifinal 2
| Posició | Atleta                  | Temps  | Qual. |
| ------- | ----------------------- | ------ | ----- |
| 1       | Albert Isola (FRA)      | 9:57.8 | Q     |
| 2       | Michael Devaney (USA)   |        | Q     |
| 3       | Kalle Ebb (FIN)         |        | Q     |
| 4       | Ernesto Ambrosini (ITA) |        |       |
| 5       | David Cummings (GBR)    |        |       |
| 6       | Len Richardson (RSA)    |        |       |
| 7       | Sean Kelly (IRL)        |        |       |
| 8       | Jan Zeegers (NED)       |        |       |

Semifinal 3
| Posició | Atleta                   | Temps   | Qual. |
| ------- | ------------------------ | ------- | ----- |
| 1       | Ville Ritola (FIN)       | 9:59.0  | Q     |
| 2       | Marvin Rick (USA)        | 10:11.0 | Q     |
| 3       | Sidney Newey (GBR)       |         | Q     |
| 4       | Maurice Deconninck (FRA) | 10:19.0 |       |
| 5       | Stanisław Ziffer (POL)   | 10:38.4 |       |

### Final
Es va disputar el dimecres 9 de juliol de 1924.
| Posició | Atleta                | Temps     |
| ------- | --------------------- | --------- |
| 1       | Ville Ritola (FIN)    | 9:33.6 OR |
| 2       | Elias Katz (FIN)      | 9:44.0    |
| 3       | Paul Bontemps (FRA)   | 9:45.2    |
| 4       | Marvin Rick (USA)     | 9:56.4    |
| 5       | Kalle Ebb (FIN)       | 9:57.5    |
| 6       | Evelyn Montague (GBR) | 9:58.0    |
| 7       | Michael Devaney (USA) | 10:01.0   |
| 8       | Albert Isola (FRA)    | 10:14.8   |
| 9       | Sidney Newey (GBR)    |           |